# 곰치로
곰치로(Gomchi-ro)는 전라남도 장흥군 장동면 장동교차로에서 화순군 청풍면 신리삼거리를 잇는 도로이다.

## 연혁
- 2009년 7월 3일 : 2개 이상 시·군에 걸쳐 있는 광역도로로 곰치로를 고시[1]

## 주요 경유지
전라남도
- 장흥군 (장동면 - 장평면) - 화순군 (청풍면)

## 노선
| 이름                | 접속 노선                     | 소재지 | 소재지 | 비고 |
| ------------------- | ----------------------------- | ------ | ------ | ---- |
| 장동 회전교차로     | 흥성로                        | 장흥군 | 장동면 |      |
| 북교                |                               | 장흥군 | 장동면 |      |
| 장평면용강리 삼거리 | 지방도 제835호선 (정평중앙길) | 장흥군 | 장평면 |      |
| 장평면축내리 삼거리 | 장평중앙길                    | 장흥군 | 장평면 |      |
| 장평 교차로         | 지방도 제820호선 (피재로)     | 장흥군 | 장평면 |      |
| 봉림교              |                               | 장흥군 | 장평면 |      |
| 봉림 교차로         |                               | 장흥군 | 장평면 |      |
| 장평대교            |                               | 장흥군 | 장평면 |      |
| 우산 교차로         | 노루목길                      | 장흥군 | 장평면 |      |
| 곰치재터널          |                               | 화순군 | 청풍면 |      |
| 신석 교차로         |                               | 화순군 | 청풍면 |      |
| 화수 교차로         |                               | 화순군 | 청풍면 |      |
| 청풍 교차로         |                               | 화순군 | 청풍면 |      |
| 청풍면 소재지삼거리 | 평지촌길                      | 화순군 | 청풍면 |      |
| 신리교              |                               | 화순군 | 청풍면 |      |
| 신리삼거리          | 학포로                        | 화순군 | 청풍면 |      |
| 학포로와 직결       |                               |        |        |      |